# Praetorians
Praetorians — компьютерная игра, стратегия в реальном времени, выпущенная испанской компанией Pyro Studios.
В 2020 году вышло переиздание игры в HD «Praetorians - HD Remaster».

## Геймплей
Особенностью игрового процесса Praetorians является то, что управление войсками осуществляется не отдельными юнитами (за исключением специальных юнитов), а отрядами, состоящими из однотипных по вооружению, способностям и возможностям юнитов. Каждый боевой отряд имеет определенное количество юнитов, выносливости и единиц здоровья, которые пропорционально уменьшаются в соответствии с понесёнными подразделением потерями. Чем меньше остаётся единиц в отряде, тем быстрее уменьшается его здоровье. Помимо этого, в зависимости от оперативно-тактической ситуации в виртуальном сражении, боевые отряды можно делить (для выполнения конкретных боевых задач), либо объединить несколько неполных.
Игрок получает доступ к трём нациям: галлы, египтяне и римляне. В игре весьма важен правильный подбор войск, тактическое использование местности и способностей отрядов. Так, отряд, находящийся на возвышенности, либо в лесу, не виден противнику, поэтому может быть атакован только в случае непосредственного обнаружения его местоположения — или дистанционно с помощью разведчика.

### Режим боя
Также характерной особенностью данной игры является невозможность управления отрядами, находящимися в процессе рукопашного боя. При этом численность сражающихся сторон не имеет значения, поэтому в битве нередки случаи, когда даже один оставшийся юнит будет удерживать дальнейшее продвижение всего вражеского отряда. После того, как отряды вступили в рукопашный бой, серьёзно повлиять на ход битвы можно только вводя в сражение резервы, не используемые в первой атаке, либо применяя средства дальнего боя — такие как катапульты или баллисты, либо спец. способности командных юнитов, влияющих на сражающиеся отряды.

### Ауры
Некоторые юниты имеют ауры, которые хорошо видны, когда юнит выделен. Внутри их ауры союзные юниты получают различные бонусы (например, внутри ауры центурионов и командиров быстрее восстанавливается выносливость отрядов и юнитов, а внутри ауры врачей — здоровье; также врач будет автоматически лечить отряд с неполным количеством здоровья только если последний находится внутри его ауры).

## Однопользовательский режим

### Игровая кампания

Римские отряды

В игре есть одна игровая кампания — за римлян, состоящая из 24-х миссий, куда также сюжетно входят четыре учебных эпизода, проходя которые (игроку предлагается занять место одного из легатов Цезаря) игрок получает первые боевые навыки, знакомится с особенностями игрового процесса для дальнейшего успешного прохождения. Затрагиваемые в игре события описаны в известном походном дневнике Гая Юлия Цезаря «Записки» — начиная с завоевания Галлии и заканчивая завершением гражданской войны — победой Цезаря в битве при Мунде над сыновьями Помпея. На начальном этапе игры доступны лишь обучающие эпизоды кампании и миссия «Пересечение реки Арар». Чтобы получить доступ к следующим, игроку необходимо пройти новый эпизод на одном из трёх уровней сложности. Некоторые миссии предваряются видео-заставками, хронологическими зарисовками, являющимися своеобразным дополнением к сюжету нового эпизода кампании. Подобным роликом завершается прохождение финальной миссии. Помимо этого, несколько миссий посвящены событиям, косвенно связанным с именем Цезаря — кампания Марка Лициния Красса против Парфии. Уровень сложности миссии определяет начальное количество воинов у игрока и его врагов.

### Сражения
Так же, как и любая игра жанра RTS, «Praetorians» имеет режим «Сражения», для одиночной игры и мультиплеера. Выбрав один из вариантов, игрок может выбрать карту, нацию, союзников и противников. Данный режим позволяет проводить сражения с участием от 2 до 8 игроков.

## Оценки
| Сводный рейтинг | Сводный рейтинг |
| Агрегатор       | Оценка          |
| --------------- | --------------- |
| GameRankings    | 77,90 %         |